# 다카라즈카시
다카라즈카시(일본어: 宝塚市)는 일본 효고현 남동부(한신칸)에 있는 시이다. 특례시로 지정되어 있다.

## 지리
주변에는 이타미시, 가와니시시, 이나가와정, 니시노미야시, 산다시, 고베시 기타구가 있다. 서쪽은 롯코 산계, 북쪽은 나가오 산계에 둘러싸여 있고 중심부에 무코강이 흐른다.
한큐 전철을 창업한 고바야시 이치조가 만든 다카라즈카 가극단이 유명하다. 또 한큐 전철이 운영하는 다카라즈카 가든필즈도 다카라즈카시에 있다. 오사카, 고베에서 전철로 약 30분 거리에 있는 주택 지역이다. 온천과 1913년부터 계속되는 다카라즈카 관광 불꽃놀이, 주택지로도 유명하다.
한때 이타미시, 가와니시시, 이나가와정과의 합병 구상이 부상했지만 현재는 보류된 상태이다.

## 역사
- 825년 - 스미요시 신사가 세워졌다.
- 1492~1500년 - 고하마 마을이 고쇼지의 사내 마을로 세워졌다.
- 17세기 - 아리마 가도의 슈쿠바(역참 마을)로 고하마슈쿠가 세워졌다.
- 1887년 - 다카라즈카 온천이 개업하였다.
- 1897년 - 한카쿠 철도(현 후쿠치야마선)가 개통하였다.
- 1910년 - 미노 아리마 전기궤도(현 한큐 다카라즈카 본선)가 개통하였다.
- 1910년대~1940년대 - 한신칸 모더니즘 시기로 다카라즈카는 문화의 중심지였다.
- 1914년 4월 1일 - 다카라즈카 소녀 가극(후일 다카라즈카 가극단)이 첫 공연을 하였다.
- 1951년 3월 15일 - 가와베군 고하마촌이 정으로 승격해 다카라즈카정이 되었다.
- 1954년 4월 1일 - 다카라즈카정과 무코군 요시모토촌이 합병해 다카라즈카시가 되었다.
- 1955년 3월 10일 - 가와베군 나가오촌을 편입하였다.
- 1955년 3월 14일 - 가와베군 니시타니촌을 편입하였다.
- 1995년 1월 17일 - 한신·아와지 대지진으로 100명이 넘는 희생자가 발생했다.
- 2003년 4월 1일 - 특례시로 지정되었다.

## 교통

### 철도
- 서일본 여객철도
  - 후쿠치야마선(JR 다카라즈카선)

- 한큐 전철
  - 다카라즈카 본선
  - 이마즈선

### 버스
- 한신 버스
  - 한신선
- 이타미 시영버스

### 도로
- 주고쿠 자동차도
- 신메이신 고속도로
- 국도 제176호선 (일본)(일본어판)

## 인구
다카라즈카시는 오사카・고베의 베드타운으로 택지 개발이 진행되어 인구가 증가하였다. 시로 승격될 당시 인구는 4만 1581명이었다. 이는 일본 지방자치법에서 규정하는 시의 요건인 '인구 5만 명 이상'에 미치지 못하지만, 1953년의 정촌합병촉진법 및 지방자치법 일부 개정으로 요건을 충족한 것이다. 이후 1955년부터 1975년까지 20년 동안 인구는 3배로 증가하여 1975년에는 16만 명을 돌파했다. 이 때문에 다카라즈카시는 '인구 급증 도시'로도 불렸다. 1955년 4월 1일에 옛 나가오촌의 일부를 이타미시로 분리한 이후 시역은 변하지 않았기 때문에 이 인구 증가는 합병에 의한 것이 아니라 사회적 증가와 자연 증가에 의한 것이다. 1960년 이후 5년마다의 인구 증가율은 40%를 기록했다.
| 연도 | 인구      | ±% |
| ---- | --------- | -- |
| 1970 | 127,179명 | —  |
| 1975 | 162,624명 | —  |
| 1980 | 183,628명 | —  |
| 1985 | 194,273명 | —  |
| 1990 | 201,862명 | —  |
| 1995 | 202,544명 | —  |
| 2000 | 213,037명 | —  |
| 2005 | 219,862명 | —  |
| 2010 | 225,700명 | —  |
| 2015 | 224,903명 | —  |
| 2020 | 226,432명 | —  |

## 명소
- 데즈카 오사무 기념관